# Kultur- und Sportverein Baunatal 1977-1978
Questa voce raccoglie le informazioni riguardanti il Kultur- und Sportverein Baunatal nelle competizioni ufficiali della stagione 1977-1978.

## Stagione
Nella stagione 1977-1978 il Baunatal, allenato da Peter Velhorn, Günther Exner e Hans Michel, concluse il campionato di 2. Bundesliga al 16º posto. In Coppa di Germania il Baunatal fu eliminato al primo turno dall'Alemannia Aquisgrana.

## Rosa
| N. |                     | Ruolo | Calciatore        |
| -- | ------------------- | ----- | ----------------- |
|    | Germania (bandiera) | P     | Peter Schüler     |
|    | Germania (bandiera) | P     | Lothar Uhl        |
|    | Germania (bandiera) | D     | Hans-Dieter Diehl |
|    | Germania (bandiera) | D     | Otto Kastl        |
|    | Germania (bandiera) | D     | Georg Patzer      |
|    | Germania (bandiera) | D     | Horst Prantschke  |
|    | Germania (bandiera) | D     | Hans-Adolf Schade |
|    | Germania (bandiera) | D     | Klaus Zedler      |
|    | Germania (bandiera) | D     | Jochem Ziegert    |
|    | Germania (bandiera) | C     | Klaus Ganz        |

| N. |                     | Ruolo | Calciatore          |
| -- | ------------------- | ----- | ------------------- |
|    | Germania (bandiera) | C     | Manfred Grawunder   |
|    | Germania (bandiera) | C     | Günter Oleknavicius |
|    | Germania (bandiera) | C     | Wolfgang Reichel    |
|    | Germania (bandiera) | C     | Gerhard Reinbold    |
|    | Germania (bandiera) | A     | Bernd Blacha        |
|    | Germania (bandiera) | A     | Werner Bliska       |
|    | Germania (bandiera) | A     | Siegfried Bronnert  |
|    | Germania (bandiera) | A     | Eckhard Deterding   |
|    | Germania (bandiera) | A     | Herbert Maciossek   |

## Organigramma societario
Area tecnica
- Allenatore: Hans Michel
- Allenatore in seconda:
- Preparatore dei portieri:
- Preparatori atletici:

## Calciomercato

### Sessione estiva
| Acquisti | Acquisti            | Acquisti          | Acquisti |
| R.       | Nome                | da                | Modalità |
| -------- | ------------------- | ----------------- | -------- |
| A        | Eckhard Deterding   | Bonner            |          |
| C        | Günter Oleknavicius | Kickers Offenbach |          |
| C        | Wolfgang Reichel    | Schalke 04        |          |
| D        | Klaus Zedler        | Rot-Weiss Essen   |          |

| Cessioni | Cessioni        | Cessioni      | Cessioni |
| R.       | Nome            | a             | Modalità |
| -------- | --------------- | ------------- | -------- |
| A        | Erhard Hofeditz | Monaco 1860   |          |
| C        | Bernd Lichte    | Hessen Kassel |          |

### Sessione invernale
| Acquisti | Acquisti | Acquisti | Acquisti |
| R.       | Nome     | da       | Modalità |
| -------- | -------- | -------- | -------- |

| Cessioni | Cessioni | Cessioni | Cessioni |
| R.       | Nome     | a        | Modalità |
| -------- | -------- | -------- | -------- |

## Risultati

### 2. Bundesliga

#### Girone di andata
| Arbitro: | Dahler |

|                                           |           |                       |
| Zedler 5’ Hofeditz 45’, 51’ Deterding 81’ | Marcatori | 18’ Posniak 40’ Klein |

| Arbitro: | Clajus |

|                      |           |                                   |
| Weinkauff 41’ (rig.) | Marcatori | 27’ Deterding 87’ (rig.) Hofeditz |

| Arbitro: | Scheffner |

|                                         |           |                                |
| Reichel 11’ Grawunder 59’ Deterding 70’ | Marcatori | 10’ Stichler 17’, 37’ Hoffmann |

| Arbitro: | Karr |

|            |           |                     |
| von Au 68’ | Marcatori | 25’ (rig.) Hofeditz |

| Arbitro: | Joos |

|                               |           |                   |
| Patzer 43’ Maciossek 47’, 69’ | Marcatori | 15’, 88’ Sommerer |

| Arbitro: | Glaw |

|                                    |           |               |
| Grieser 39’ (rig.) Jordan 81’, 85’ | Marcatori | 36’ Deterding |

| Arbitro: | Therre |

|                            |           |           |
| Deterding 14’ Hofeditz 90’ | Marcatori | 67’ Unger |

| Arbitro: | Kettenbach |

|                                    |           |                   |
| Steinwarz 26’ Marek 55’ Derigs 90’ | Marcatori | 83’, 86’ Hofeditz |

| Arbitro: | Dilg |

|                                                     |           |          |
| Zedler 8’ Patzer 28’ Oleknavicius 76’ Maciossek 86’ | Marcatori | 49’ Koch |

| Arbitro: | Dahler |

|                                                              |           |              |
| Bechtold 47’, 53’ (rig.) Drexler 72’, 86’ Cestonaro 77’, 79’ | Marcatori | 60’ Reinbold |

| Arbitro: | Kinzinger |

|                     |           |  |
| Ziegert 9’ Ganz 80’ | Marcatori |  |

| Arbitro: | Walz |

|                                                   |           |  |
| Lenz 30’, 54’ Ney 35’ Subklewe 77’ Schwickert 82’ | Marcatori |  |

| Arbitro: | Karr |

|             |           |                     |
| Feulner 26’ | Marcatori | 13’ Ganz 20’ Patzer |

| Arbitro: | Treib |

|               |           |                                |
| Maciossek 50’ | Marcatori | 27’ Dier 56’ Lubanski 60’ Zahn |

| Arbitro: | Kuhn |

|                                                   |           |  |
| Lachmann 18’, 58’ Nickel 20’ Steiner 28’ Harm 78’ | Marcatori |  |

| Arbitro: | Föckler |

|               |           |                                                        |
| Deterding 84’ | Marcatori | 7’ Živaljević 17’ Täuber 32’, 57’ Eder 83’ Lieberwirth |

| Arbitro: | Walz |

|                                   |           |                                |
| Günther 1’, 18’ (rig.) Krauth 52’ | Marcatori | 36’ Oleknavicius 80’ Deterding |

| Arbitro: | Dahler |

|                  |           |  |
| Oleknavicius 67’ | Marcatori |  |

| Arbitro: | Drescher |

|                                                               |           |  |
| Krause 63’, 65’ (rig.) Bitz 69’ Blechschmidt 76’ Schonert 81’ | Marcatori |  |

#### Girone di ritorno
| Arbitro: | Frickel |

|                       |           |          |
| Trimhold 23’ Koch 81’ | Marcatori | 14’ Ganz |

| Arbitro: | Kalenborn |

|                                    |           |                         |
| Deterding 16’ Diehl 64’ Zedler 81’ | Marcatori | 7’ Braun 79’ Koberstein |

| Arbitro: | Kipper |

|                                     |           |          |
| Renner 9’ Dollmann 24’ Stichler 52’ | Marcatori | 62’ Ganz |

| Arbitro: | Luca |

|                                 |           |  |
| Deterding 32’ Reinbold 65’, 78’ | Marcatori |  |

| Arbitro: | Gaus |

|                                    |           |              |
| Sommerer 12’, 22’, 86’ Hofmann 28’ | Marcatori | 7’ Deterding |

| Arbitro: | Fleischer |

|                                |           |  |
| Oleknavicius 59’ Deterding 87’ | Marcatori |  |

| Arbitro: | Föckler |

|                         |           |  |
| Pankotsch 16’ Unger 73’ | Marcatori |  |

| Arbitro: | Glaw |

|                    |           |                        |
| Grawunder 20’, 24’ | Marcatori | 15’ Mießmer 37’ Bührer |

| Arbitro: | Niebergall |

|                        |           |                       |
| Emmerich 4’ Werner 44’ | Marcatori | 55’ Ganz 82’ Reinbold |

| Arbitro: | Nickel |

|  |           |             |
|  | Marcatori | 56’ Drexler |

| Arbitro: | Scheffner |

|              |           |  |
| Bernecker 6’ | Marcatori |  |

| Kassel 1º aprile 1978 31ª giornata | Baunatal | 0 – 0 referto | Homburg | Auestadion (3 000 spett.)\| Arbitro: \| Kipper \| |
| Arbitro:                           | Kipper   |               |         |                                                   |

| Arbitro: | Dellwing |

|              |           |             |
| Bronnert 28’ | Marcatori | 45’ Feulner |

| Arbitro: | Ferro |

|                                   |           |          |
| Seubert 7’, 64’ Zahn 18’ Klag 60’ | Marcatori | 26’ Ganz |

| Arbitro: | Dahler |

|                             |           |                       |
| Deterding 56’ Grawunder 85’ | Marcatori | 27’ Steiner 71’ Vogel |

| Arbitro: | Föckler |

|                      |           |  |
| Eder 32’ Walitza 54’ | Marcatori |  |

| Arbitro: | Kipper |

|               |           |  |
| Deterding 87’ | Marcatori |  |

| Arbitro: | Correll |

|           |           |              |
| Göbel 77’ | Marcatori | 6’ Grawunder |

| Arbitro: | Kuhn |

|                       |           |           |
| Deterding 4’ Ganz 12’ | Marcatori | 75’ Domes |

### Coppa di Germania
| Arbitro: | Horstmann |

|                    |           |                                            |
| Grawunder 18’, 74’ | Marcatori | 47’ Mertes 51’ Schefczyk 68’ (rig.) Breuer |

## Statistiche

### Statistiche di squadra
| Competizione      | Punti | In casa | In casa | In casa | In casa | In casa | In casa | In trasferta | In trasferta | In trasferta | In trasferta | In trasferta | In trasferta | Totale | Totale | Totale | Totale | Totale | Totale | DR  |
| Competizione      | Punti | G       | V       | N       | P       | Gf      | Gs      | G            | V            | N            | P            | Gf           | Gs           | G      | V      | N      | P      | Gf     | Gs     | DR  |
| ----------------- | ----- | ------- | ------- | ------- | ------- | ------- | ------- | ------------ | ------------ | ------------ | ------------ | ------------ | ------------ | ------ | ------ | ------ | ------ | ------ | ------ | --- |
| 2. Bundesliga     | 34    | 19      | 11      | 5       | 3       | 37      | 26      | 19           | 2            | 3            | 14           | 18           | 54           | 38     | 13     | 8      | 17     | 55     | 80     | -25 |
| Coppa di Germania | -     | 1       | 0       | 0       | 1       | 2       | 3       | 0            | 0            | 0            | 0            | 0            | 0            | 1      | 0      | 0      | 1      | 2      | 3      | -1  |
| Totale            | 34    | 20      | 11      | 5       | 4       | 39      | 29      | 19           | 2            | 3            | 14           | 18           | 54           | 39     | 13     | 8      | 18     | 57     | 83     | -26 |

### Andamento in campionato
| Giornata  | 1 | 2 | 3 | 4 | 5 | 6 | 7 | 8 | 9 | 10 | 11 | 12 | 13 | 14 | 15 | 16 | 17 | 18 | 19 | 20 | 21 | 22 | 23 | 24 | 25 | 26 | 27 | 28 | 29 | 30 | 31 | 32 | 33 | 34 | 35 | 36 | 37 | 38 |
| --------- | - | - | - | - | - | - | - | - | - | -- | -- | -- | -- | -- | -- | -- | -- | -- | -- | -- | -- | -- | -- | -- | -- | -- | -- | -- | -- | -- | -- | -- | -- | -- | -- | -- | -- | -- |
| Luogo     | C | T | C | T | C | T | C | T | C | T  | C  | T  | T  | C  | T  | C  | T  | C  | T  | T  | C  | T  | C  | T  | C  | T  | C  | T  | C  | T  | C  | C  | T  | C  | T  | C  | T  | C  |
| Risultato | V | V | N | N | V | P | V | P | V | P  | V  | P  | V  | P  | P  | P  | P  | V  | P  | P  | V  | P  | V  | P  | V  | P  | N  | N  | P  | P  | N  | N  | P  | N  | P  | V  | N  | V  |
| Posizione | 3 | 3 | 5 | 7 | 4 | 7 | 6 | 6 | 6 | 6  | 6  | 8  | 8  | 7  | 10 | 11 | 12 | 11 | 12 | 13 | 11 | 14 | 13 | 14 | 12 | 14 | 13 | 13 | 14 | 14 | 14 | 15 | 16 | 16 | 16 | 16 | 16 | 16 |

Legenda:

Luogo: C = Casa; T = Trasferta. Risultato: V = Vittoria; N = Pareggio; P = Sconfitta.

### Statistiche dei giocatori
| Giocatore       | 2. Bundesliga | 2. Bundesliga | 2. Bundesliga | 2. Bundesliga | Coppa di Germania | Coppa di Germania | Coppa di Germania | Coppa di Germania | Totale   | Totale | Totale      | Totale     |
| Giocatore       | Presenze      | Reti          | Ammonizioni   | Espulsioni    | Presenze          | Reti              | Ammonizioni       | Espulsioni        | Presenze | Reti   | Ammonizioni | Espulsioni |
| --------------- | ------------- | ------------- | ------------- | ------------- | ----------------- | ----------------- | ----------------- | ----------------- | -------- | ------ | ----------- | ---------- |
| B. Blacha       | 13            | 0             | 0             | 0             | 1                 | 0                 | 0                 | 0                 | 14       | 0      | 0           | 0          |
| W. Bliska       | 12            | 0             | 1             | 0             | 1                 | 0                 | 0                 | 0                 | 13       | 0      | 1           | 0          |
| S. Bronnert     | 24            | 1             | 2             | 0             | 0                 | 0                 | 0                 | 0                 | 24       | 1      | 2           | 0          |
| E. Deterding    | 37            | 14            | 4             | 0             | 1                 | 0                 | 0                 | 0                 | 38       | 14     | 4           | 0          |
| H. Diehl        | 27            | 1             | 2             | 1             | 1                 | 0                 | 0                 | 0                 | 28       | 1      | 2           | 1          |
| K. Ganz         | 27            | 7             | 0             | 0             | 0                 | 0                 | 0                 | 0                 | 27       | 7      | 0           | 0          |
| M. Grawunder    | 30            | 5             | 3             | 1             | 1                 | 2                 | 0                 | 0                 | 31       | 7      | 3           | 1          |
| E. Hofeditz     | 9             | 7             | 0             | 0             | 1                 | 0                 | 0                 | 0                 | 10       | 7      | 0           | 0          |
| O. Kastl        | 16            | 0             | 2             | 0             | 0                 | 0                 | 0                 | 0                 | 16       | 0      | 2           | 0          |
| H. Maciossek    | 10            | 4             | 1             | 0             | 0                 | 0                 | 0                 | 0                 | 10       | 4      | 1           | 0          |
| G. Oleknavicius | 37            | 4             | 1             | 0             | 1                 | 0                 | 0                 | 0                 | 38       | 4      | 1           | 0          |
| G. Patzer       | 30            | 3             | 3             | 0             | 1                 | 0                 | 0                 | 0                 | 31       | 3      | 3           | 0          |
| H. Prantschke   | 0             | 0             | 0             | 0             | 0                 | 0                 | 0                 | 0                 | 0        | 0      | 0           | 0          |
| W. Reichel      | 22            | 1             | 1             | 0             | 0                 | 0                 | 0                 | 0                 | 22       | 1      | 1           | 0          |
| G. Reinbold     | 35            | 4             | 5             | 0             | 1                 | 0                 | 0                 | 0                 | 36       | 4      | 5           | 0          |
| H. Schade       | 34            | 0             | 3             | 0             | 1                 | 0                 | 0                 | 0                 | 35       | 0      | 3           | 0          |
| P. Schüler      | 36            | 0             | 1             | 0             | 1                 | 0                 | 0                 | 0                 | 37       | 0      | 1           | 0          |
| L. Uhl          | 3             | 0             | 0             | 0             | 0                 | 0                 | 0                 | 0                 | 3        | 0      | 0           | 0          |
| K. Zedler       | 33            | 3             | 4             | 0             | 1                 | 0                 | 0                 | 0                 | 34       | 3      | 4           | 0          |
| J. Ziegert      | 38            | 1             | 2             | 0             | 1                 | 0                 | 0                 | 0                 | 39       | 1      | 2           | 0          |